# Gauss-kwadratuur
Gauss-kwadratuur is een door Carl Friedrich Gauss bedachte en door hem in 1814 gepubliceerde methode (kwadratuur). om een integraal numeriek te benaderen.  Gauss-kwadratuur levert van alle numerieke integratiemethodes de hoogste algebraïsche nauwkeurigheid op. De vorm met orthogonale polynomen, zoals die tegenwoordig gehanteerd wordt, stamt uit 1826 en is afkomstig van Carl Jacobi.

## Achtergrond
De achterliggende gedachte van gauss-kwadratuur is de integraal van een functie te benaderen door de gewogen som van de functiewaarden in een aantal zogeheten steunpunten {\displaystyle (x_{k})_{k}}:
{\displaystyle \int _{a}^{b}f(x)\,{\rm {d}}x\approx \sum _{k=1}^{n}w_{k}\,f(x_{k})}
Dit blijkt goed mogelijk te zijn, als de functie benaderd kan worden door een polynoom van voldoend hoge graad 
{\displaystyle f(x)\approx P(x)}
en voor elke {\displaystyle n} de steunpunten en de gewichten {\displaystyle (w_{k})_{k}} eenmalig zo gekozen kunnen worden dat de benadering exact is voor polynomen van maximaal de graad {\displaystyle 2n-1}: 
{\displaystyle \int _{a}^{b}P(x)\,{\rm {d}}x=\sum _{k=1}^{n}w_{k}\,P(x_{k})}
Bovendien is de benadering voor andere functies in bepaalde zin met deze keuze optimaal.
De benaderende polynoom wordt geschreven als een lineaire combinatie van
polynomen uit een rij orthogonale polynomen met betrekking tot het inproduct
{\displaystyle \langle f,g\rangle =\int _{a}^{b}f(x)g(x)\,{\rm {d}}x}
Er is nog een vrije keuze wat de norm van de polynomen betreft, en een geschikte keuze is de polynomen normeren op 1, zodat ze een orthonormaal stelsel vormen.
Omdat {\displaystyle P_{0}(x)=c} en {\displaystyle \langle P_{0},P_{0}\rangle =c^{2}(b-a)=1}, is 
{\displaystyle P_{0}(x)=c={\frac {1}{\sqrt {b-a}}}}
en
{\displaystyle \langle P_{0},P_{m}\rangle =0} voor {\displaystyle m>0}
Dus is ook voor {\displaystyle m>0}:
{\displaystyle \int _{a}^{b}P_{m}(x)\,{\rm {d}}x=0}
Door deze eisen zijn de polynomen vastgelegd.
Elke polynoom {\displaystyle P} van de graad {\displaystyle n} is een lineaire combinatie van de polynomen {\displaystyle P_{0},P_{1},\ldots ,P_{n}}:
{\displaystyle P(x)=\sum _{k=0}^{n}\alpha _{k}\,P_{k}(x)}
waarin
{\displaystyle \alpha _{k}=\langle P,P_{k}\rangle }
immers:
{\displaystyle \langle P,P_{k}\rangle =\left\langle \sum _{m=0}^{n}\alpha _{m}\,P_{m},P_{k}\right\rangle =\sum _{m=0}^{n}\alpha _{m}\,\langle P_{m},P_{k}\rangle =\sum _{m=0}^{n}\alpha _{m}\,\delta _{mk}=\alpha _{k}}
Er blijft dus nog de gewichten {\displaystyle w_{k}} en steunpunten {\displaystyle x_{k}} te bepalen zo, dat voor {\displaystyle m=0,\ldots ,n}
{\displaystyle \sum _{k=1}^{n}w_{k}P_{m}(x_{k})=\int _{a}^{b}P_{m}(x)\,{\rm {d}}x=\delta _{m0}\,{\sqrt {b-a}}}
Voor het steunpunt {\displaystyle x_{k}} neemt men de {\displaystyle k}-de wortel van {\displaystyle P_{n}}, dan ontstaat voor de gewichten een stelsel van {\displaystyle n} lineaire vergelijkingen (van de {\displaystyle n+1} vergelijkingen is die voor {\displaystyle m=n} triviaal, aangezien {\displaystyle P_{n}(x_{k})=0}).
{\displaystyle \sum _{k=1}^{n}w_{k}P_{m}(x_{k})=0} voor {\displaystyle m=1,\ldots ,n-1}
{\displaystyle \sum _{k=1}^{n}w_{k}=b-a}
De vergelijkingen kunnen omgevormd worden tot het stelsel:
{\displaystyle \sum _{k=1}^{n}w_{k}x_{k}^{m}=\int _{a}^{b}x^{m}\,{\rm {d}}x={\tfrac {1}{m+1}}(b^{m+1}-a^{m+1})} voor {\displaystyle m=0,\ldots n-1}
Voor de zo bepaalde steunpunten en gewichten geldt nu dat inderdaad:
{\displaystyle \int _{a}^{b}P(x)\,{\rm {d}}x=\int _{a}^{b}\sum _{k=0}^{n}\alpha _{k}\,P_{k}(x)\,{\rm {d}}x=\sum _{k=0}^{n}\alpha _{k}\,\int _{a}^{b}P_{k}(x)\,{\rm {d}}x=}
{\displaystyle =\sum _{k=0}^{n}\alpha _{k}\,\sum _{i=1}^{n}w_{i}P_{k}(x_{i})=\sum _{i=1}^{n}w_{i}\,\sum _{k=0}^{n}\alpha _{k}P_{k}(x_{i})=\sum _{i=1}^{n}w_{i}P(x_{i})}

## Gauss-legendrekwadratuur
Gauss-legendrekwadratuur (GLK) is een speciaal geval van gauss-kwadratuur. Ze dient om de integraal van een functie {\displaystyle f(x)} over het interval {\displaystyle [-1,\,1]} numeriek te benaderen. Dat gebeurt door de gewogen som te nemen van de functiewaarden {\displaystyle f(x_{i})} in bepaalde steunpunten {\displaystyle x_{i}}. Het aantal steunpunten in de GLK-formule van graad {\displaystyle n} is {\displaystyle n+1}.
{\displaystyle \int _{-1}^{1}f(x)\,\mathrm {d} x\approx \sum _{i=0}^{n}w_{i}f(x_{i})}
De steunpunten zelf liggen bij een bepaalde graad {\displaystyle n} van GLK vast en liggen symmetrisch rondom de oorprong 0. Het zijn de wortels van de legendreveelterm van de graad {\displaystyle n+1}. Ze zijn niet equidistant. Dat betekent dat de afstand tussen twee opeenvolgende punten {\displaystyle x_{i}} en {\displaystyle x_{i+1}} niet altijd dezelfde is. Daarmee onderscheidt GLK zich van andere numerieke integratiemethoden die meestal wel equidistante steunpunten hebben.
De gewichten {\displaystyle (w_{i})} liggen ook vast bij een bepaalde graad {\displaystyle n}. Ze kunnen berekend worden uit de legendreveelterm {\displaystyle P_{n+1}} van graad {\displaystyle n+1}:
{\displaystyle w_{i}={\frac {2}{(1-x_{i}^{2})\left(P'_{n+1}(x_{i})\right)^{2}}}}
Gauss-legendrekwadratuur van graad {\displaystyle n} heeft een nauwkeurigheidsgraad van {\displaystyle 2n+1}. Dat betekent dat GLK van graad {\displaystyle n} een veelterm van graad {\displaystyle 2n+1} exact kan integreren. De hoge nauwkeurigheidsgraad, vergeleken met andere numerieke integratiemethodes, is een gevolg van de orthogonaliteit van de legendreveeltermen op het interval {\displaystyle [-1,\,1]}.

## Uitbreiding
De methode kan worden uitgebreid tot een- of tweezijdig onbegrensde intervallen en inproducten van de vorm:
{\displaystyle \langle f,g\rangle =\int _{a}^{b}f(x)g(x)W(x)\,{\rm {d}}x},
waarin de functie {\displaystyle W} een geschikte wegingsfuntie is en de benadering van de vorm is:
{\displaystyle \int _{a}^{b}f(x)\,{\rm {d}}x=\int _{a}^{b}g(x)W(x)\,{\rm {d}}x\approx \sum _{k=1}^{n}w_{k}\,g(x_{k})}

### Formule
De integraal van de functie {\displaystyle f} met  gewichtsfunctie {\displaystyle W} wordt door de kwadratuurformule als volgt benaderd: 
{\displaystyle \int _{a}^{b}W(x)f(x)\,{\rm {d}}x\approx \sum _{k=1}^{n}{\frac {c_{n}/c_{n-1}}{P_{n}'(x_{k})P_{n-1}(x_{k})}}f(x_{k})}
Daarin 
- is {\displaystyle P_{n}(x)} een polynoom van de graad {\displaystyle n} en vormen de polynomen {\displaystyle P_{n}} een  voor de integraal orthonormaal stelsel, dus:

{\displaystyle \int _{a}^{b}W(x)P_{n}(x)P_{m}(x)\,{\rm {d}}x=\delta _{nm}}
- zijn {\displaystyle x_{1},\ldots ,x_{n}} de nulpunten van {\displaystyle P_{n}(x)}
- is {\displaystyle c_{m}} de coëfficiënt van {\displaystyle x^{m}} in {\displaystyle P_{m}(x)}
- stelt {\displaystyle P'_{n}(x)} de afgeleide van {\displaystyle P_{n}(x)} voor
- is {\displaystyle \delta _{nm}} de kroneckerdelta, dus 1 als {\displaystyle n=m} en 0 als {\displaystyle n\neq m}

### Gauss-laguerrekwadratuur
Gauss-laguerrekwadratuur is de toepassing van Gauss-kwadratuur op functies op het interval {\displaystyle [0,\infty )} en gewichtsfunctie {\displaystyle W(x)=e^{-x}}. Een stelsel orthogonale polynomen wordt gevormd door de laguerre-polynomen. De te benaderen integraal wordt geschreven en benaderd als
{\displaystyle \int _{0}^{\infty }f(x)\,\mathrm {d} x=\int _{0}^{\infty }e^{-x}e^{x}f(x)\,\mathrm {d} x\approx \sum _{k=1}^{n}w_{k}\,e^{x_{k}}f(x_{k})}

### Gauss-hermitekwadratuur
Gauss-hermitekwadratuur is de toepassing van Gauss-kwadratuur op functies op het interval {\displaystyle (-\infty ,\infty )} en gewichtsfunctie {\displaystyle W(x)=e^{-x^{2}}} . Een stelsel orthogonale polynomen wordt gevormd door de hermite-polynomen. De te benaderen integraal wordt geschreven en benaderd als
{\displaystyle \int _{-\infty }^{\infty }f(x)\,\mathrm {d} x=\int _{-\infty }^{\infty }e^{-x^{2}}e^{x^{2}}f(x)\,\mathrm {d} x\approx \sum _{k=1}^{n}w_{k}\,e^{x_{k}^{2}}f(x_{k})}

## Voorbeeld
Op het interval {\displaystyle [-1,\,1]} vormen de legrendre-polynomen een orthogonaal stelsel.  Voor {\displaystyle n=4} is de genormeerde versie
{\displaystyle P_{4}(x)={\tfrac {1}{8}}{\sqrt {\tfrac {9}{2}}}(35x^{4}-30x^{2}+3)}
Deze polynoom is kwadratisch in {\displaystyle x^{2}}, dus zijn de nulpunten van de vorm
{\displaystyle x^{2}={\frac {30\pm 4{\sqrt {30}}}{70}}},
dus
{\displaystyle x_{4}=-x_{1}={\sqrt {{\tfrac {3}{7}}+{\tfrac {4}{7}}{\sqrt {\tfrac {3}{10}}}}}}
{\displaystyle x_{3}=-x_{2}={\sqrt {{\tfrac {3}{7}}-{\tfrac {4}{7}}{\sqrt {\tfrac {3}{10}}}}}}
De vergelijkingen voor de gewichtsfactoren zijn:
{\displaystyle \sum _{k=1}^{4}w_{k}=2}
{\displaystyle \sum _{k=1}^{4}w_{k}x_{k}=\sum _{k=1}^{4}w_{k}x_{k}^{3}=0}
{\displaystyle \sum _{k=1}^{4}w_{k}x_{k}^{2}={\tfrac {2}{3}}},
waaruit volgt
{\displaystyle w_{1}=w_{4}} en {\displaystyle w_{2}=w_{3}}
{\displaystyle w_{1}+w_{2}=1}
{\displaystyle w_{1}x_{1}^{2}+(1-w_{1})x_{2}^{2}={\tfrac {1}{3}}}
Dus is
{\displaystyle w_{1}={\frac {{\tfrac {1}{3}}-x_{2}^{2}}{x_{1}^{2}-x_{2}^{2}}}={\frac {{\tfrac {1}{3}}-{\tfrac {3}{7}}+{\tfrac {4}{7}}{\sqrt {\tfrac {3}{10}}}}{{\tfrac {8}{7}}{\sqrt {\tfrac {3}{10}}}}}={\tfrac {1}{2}}+({\tfrac {1}{3}}-{\tfrac {3}{7}}){\tfrac {7}{8}}{\sqrt {\tfrac {10}{3}}}={\tfrac {1}{2}}-{\tfrac {1}{6}}{\sqrt {\tfrac {5}{6}}}}
zodat
{\displaystyle w_{1}=w_{4}={\tfrac {1}{2}}-{\tfrac {1}{6}}{\sqrt {\tfrac {5}{6}}}\quad } en {\displaystyle \quad w_{2}=w_{3}={\tfrac {1}{2}}+{\tfrac {1}{6}}{\sqrt {\tfrac {5}{6}}}}
Als benadering voor de integraal
{\displaystyle I=\int _{-1}^{1}\cos({\tfrac {\pi }{2}}x)\,{\rm {d}}x={\frac {4}{\pi }}=1{,}2732395\ldots }
geeft Gauss-kwadratuur:
{\displaystyle I\approx \sum w_{k}\cos({\tfrac {\pi }{2}}x_{k})=1{,}2732295\ldots }
De gewichtsfactoren kunnen ook met de genoemde formule berekend worden:
{\displaystyle w_{1}={\frac {c_{4}/c_{3}}{P_{4}'(x_{1})P_{3}(x_{1})}}}
Nu is
{\displaystyle P_{4}'(x_{1})/c_{4}=4x_{1}^{3}-{\tfrac {12}{7}}x_{1}}
en
{\displaystyle P_{3}(x)={\tfrac {1}{2}}{\sqrt {\tfrac {7}{2}}}(5x^{3}-3x)}
dus
{\displaystyle c_{3}={\tfrac {5}{2}}{\sqrt {\tfrac {7}{2}}}}
en
{\displaystyle c_{3}P_{3}(x_{1})={\tfrac {35}{8}}(5x_{1}^{3}-3x_{1})}.
Invullen levert:
{\displaystyle w_{1}={\frac {1}{(4x_{1}^{3}-{\tfrac {12}{7}}x_{1})({\tfrac {35}{8}}(5x_{1}^{3}-3x_{1}))}}=}
{\displaystyle ={\frac {2}{5(7x_{1}^{3}-3x_{1})(5x_{1}^{3}-3x_{1})}}=}
{\displaystyle ={\frac {2}{5(35x_{1}^{6}-36x_{1}^{4}+9x_{1}^{2})}}}
Omdat {\displaystyle x_{1}} een nulpunt is van {\displaystyle P_{4}}, is {\displaystyle 35x_{1}^{4}=30x_{1}^{2}-3}, met als gevolg:
{\displaystyle w_{1}={\frac {2}{5(x_{1}^{2}(30x_{1}^{2}-3)-36x_{1}^{4}+9x_{1}^{2})}}=}
{\displaystyle ={\frac {1}{15x_{1}^{2}(1-x_{1}^{2})}}=}
{\displaystyle ={\frac {49}{6(30+4{\sqrt {30}})(10-{\sqrt {30}})}}=}
{\displaystyle ={\frac {49}{6(18+{\sqrt {30}})}}=}
{\displaystyle ={\frac {49}{6(18^{2}-30)}}(18-{\sqrt {30}})=}
{\displaystyle ={\tfrac {1}{2}}-{\tfrac {1}{6}}{\sqrt {\tfrac {5}{6}}}}